# Noirlieu
Noirlieu település Franciaországban, Marne megyében. Lakosainak száma 110 fő (2022. január 1.). Noirlieu Épense, Contault, Dommartin-Varimont, Remicourt, Saint-Mard-sur-le-Mont és Somme-Yèvre községekkel határos.

## Népesség
A település népességének változása:
| Lakosok száma | 137  | 127  | 122  | 129  | 113  | 105  | 106  | 107  | 107  | 110  |
|               | 1968 | 1982 | 1990 | 2006 | 2013 | 2015 | 2017 | 2019 | 2020 | 2022 |